# Карли (Копер)
Карли (словен. Karli) — поселення в общині Копер, Регіон Обално-крашка, Словенія. Висота над рівнем моря: 160,2 м.